# Kolindros
Kolindros (řecky Κολινδρός) je město a bývalá obec v regionální jednotce Pieria ve Střední Makedonii v Řecku. V roce 2011 došlo k reformě místní samosprávy a od té doby je město součástí obce Pydna-Kolindros a její obecní jednotky. Rozloha obecní jednotky činí 124,639 km² a rozloha obce 47,856 km². V roce 2011 měla obecní jednotka 3 883 obyvatel. Obec Kolindros, kterou tvoří osada Kolindros a osada Paliampela, má 3 032 obyvatel.

## Významné osobnosti
- Georgios Zorbas

## Partnerská města
Kolindros je členem Charty evropských venkovských obcí, sdružení partnerských měst v celé Evropské unii, spolu s:
- Bienvenida
- Bièvre
- Bucine
- Cashel
- Cissé
- Desborough
- Esch
- Hepstedt
- Ibănești
- Kandava
- Lassee
- Medzev
- Moravče
- Næstved
- Nagycenk
- Nadur
- Ockelbo
- Pano Lefkara
- Põlva vald
- Soure
- Slivo Pole
- Starý Poddvorov
- Strzyżów
- Tisno
- Troisvierges
- Žagarė